# Warne Marsh
Warne Marsh (26. října 1927 Los Angeles – 18. prosince 1987 tamtéž) byl americký jazzový saxofonista. Narodil se do umělecky založené rodiny; jeho matka byla houslista, otec kameraman a teta Mae Marsh herečka. Ve svých počátcích spolupracoval například s Lee Konitzem a Lennie Tristanem. Během své kariéry pak hrál s řadou dalších hudebníků, mezi které patří Clare Fischer, Joe Albany, Bill Evans, Red Mitchell nebo Pete Christlieb. V roce 1972 spoluzaložil skupinu Supersax, ze které však brzy odešel. Zemřel v roce 1987 na pódiu v losangeleském klubu Donte uprostřed písně „Out of Nowhere“.